# Högsjön (Skepplanda socken, Västergötland)
Högsjön är en sjö i Ale kommun i Västergötland och ingår i Göta älvs huvudavrinningsområde. Sjön är 10,3 meter djup, har en yta på 0,077 kvadratkilometer och är belägen 120,7 meter över havet. Sjön ligger i vildmarksområdet Risveden.

## Delavrinningsområde
Högsjön ingår i det delavrinningsområde (643469-129804) som SMHI kallar för Mynnar i Åsjön. Medelhöjden är 133 meter över havet och ytan är 14,2 kvadratkilometer. Räknas de 7 avrinningsområdena uppströms in blir den ackumulerade arean 232,12 kvadratkilometer. Mellbyån som avvattnar avrinningsområdet har biflödesordning 3, vilket innebär att vattnet flödar genom totalt 3 vattendrag innan det når havet efter 60 kilometer. Avrinningsområdet består mestadels av skog (89 procent). Avrinningsområdet har 0,91 kvadratkilometer vattenytor vilket ger det en sjöprocent på 6,4 procent.